# Салтанов, Сергей Николаевич
Серге́й Никола́евич Салта́нов (1870—1917) — русский живописец и график.

## Биография
Родился в 1870 году. В 1894 году окончил со  московскую Практическую академию коммерческих наук, получив звание личного почётного гражданина. Затем учился в Московском университете и брал уроки живописи у частного преподавателя. Получив субсидию, уехал учиться в Париж, в академию Жюлиана, где познакомился с Татьяной Львовной Толстой; позднее он часто гостил в Ясной Поляне, где создал значительную часть своих пейзажных работ.
В 1908 году в Москве состоялась персональная выставка С. Н. Салтанова. Критика похвалила его за мастерство, но «отметила тусклость колорита, однотонность, назойливые самоповторения». Тем не менее, более половины представленных полотен было продано. А. А. Боровой отметил: 

Печально было то, что Салтанов убил в себе художника. Московский успех отравил его. Впервые у него оказались большие деньги. Он тратил их нелепо, кутил, немилосердно хвастал, критиков ругал, свое имя соединял со «славной тройкой» — Васильева, Саврасова, Левитана.

Прокутив свой капитал, он отправился в вояж — проехался по Каме и по Волге, побывал на Кавказе и в Крыму и через полтора года привез в Москву триста новых картин и этюдов. Открылась новая выставка в шикарном помещении на Кузнецком мосту. Было немало хорошего, но оно тонуло в воде старых достижений. <…> Критика обругала его почти единогласно. <…> В художественных кругах за Салтановым упрочилось наименование «халтурщика».

Однако художественная неудача Салтанова ничему не научила.  <…> он повез картины в провинцию, где имел успех. После смерти Л. Толстого он долго жил в Ясной Поляне и писал ее во всех видах. Часть этих картин была им пожертвована в Толстовский музей, другие были быстро распроданы.— Боровой А. А. Моя жизнь (фрагменты воспоминаний) // Московский журнал. — 2010. — № 10. — С. 30. — ISSN 0868-7110.
В 1911 году его произведения были показаны на Толстовской выставке; в 1913 году прошла вторая персональная выставка. В 1914 году он оказался во Франции, где и умер спустя три года.
Произведения С. Н. Салтанова находятся в Государственном музее Л. Н. Толстого в Москве, в музее-усадьбе «Ясная Поляна», в Плёсском музее-заповеднике, в частных российских и иностранных коллекциях.
В творчестве художника заметно влияние французских импрессионистов. Париж привил ему ту художественную манеру, которой он впоследствии всегда отличался: в каждой работе мы видим «особую мягкость кисти Салтанова и свойственный ему одному серовато-голубой колорит, своего рода прозрачный туман…». «Я так вижу природу, – объяснял он окружающим. – В природе нет чистого белого, зеленого или красного цветов. Нас разделяет воздух, он-то и сообщает всему, что мы видим, эту дымку, эту легкую завуалированность, которая не бросается в глаза человеку невнимательному, и с которой не может не считаться художник».
Его брат, Иван Николаевич Салтанов — известный московский антиквар.